# 青木和
青木 和（あおき かず、女性、1961年12月27日 -）は日本の小説家。神戸市在住。

## 経歴
関西学院大学文学部卒業。後に、大阪文学学校昼間部・通信教育部へと1989年秋期から1年間在籍。日本SF作家クラブ会員。大阪女性文芸協会役員(2015年現在、副代表)。大阪文学学校夜間部チューター。
1998年、「ボール紙」で第15回大阪女性文芸賞佳作入選。
2000年、「イミューン」で第1回日本SF新人賞の佳作に入選し、プロ作家デビュー。

## 作品リスト

### 長編作品
- 『イミューン ぼくたちの敵』 (徳間デュアル文庫・2000年9月)
- 『憑融 ―大神亮平奇象観測ファイル』 （徳間デュアル文庫・2000年12月）
- 『忌神 ―大神亮平奇象観測ファイル』 （徳間デュアル文庫・2001年11月）
- 『弥勒の森』 （トクマ・ノベルス・2005年6月）

### 短編作品
- 「ひとりぼっちの子供 ―大神亮平奇象観測ファイル」　/―『SF Japan』2000年 秋季号 （徳間書店、2000年9月）掲載
- 「死人魚」　/―『NOVEL21 少女の空間 text.RED』 （徳間デュアル文庫・2001年2月）所収
- 「チャチャの収穫」　/―『玩具館 異形コレクション〈20〉』 （光文社文庫・2001年9月）所収
- 「赤の渦紋」　/―『酒の夜語り 異形コレクション〈24〉』 （光文社文庫・2002年12月）所収
- 「銀の鋏」　/―『邪香草』 （祥伝社文庫、2003年9月）所収
- 「たたりつき」　/―『SF Japan』2007年 WINTER （徳間書店、2007年11月）掲載
- 「歌う骨」　/―『SF Japan』2009年 AUTUMN （徳間書店、2009年9月）掲載
- 「ある市職員の遺書」　/―電子総合文藝誌『月刊アレ！』vol.18(2013年2月号) 掲載
- 「静かな町で」　/―ネットマガジン「SF Prologue Wave」 （2013年8月20日配信）掲載
- 「なのはにとまれ」　/―ネットマガジン「SF Prologue Wave」 （2014年3月20日配信）掲載
- 「夜の迷走」　/―ネットマガジン「SF Prologue Wave」 （2014年12月20日配信）掲載
- 「誰か私を眠らせて」　/―ネットマガジン「SF Prologue Wave」 （2015年5月20日配信）掲載
- 「愛しのスノーホワイト」　/―ネットマガジン「SF Prologue Wave」 （2015年12月20日配信）掲載
- 「Alisa」 - 『2084年のSF』日本SF作家クラブ編（ハヤカワ文庫JA、2022年5月）所収

#### 九十九神曼荼羅シリーズ
- 「つくもの厄介1 芥生まれのアラ」 ―小学館eBooks （電子出版、2012年12月）
- 「つくもの厄介2 辻斬り赤右衛門」 ―小学館eBooks （電子出版、2013年5月）
- 「つくもの厄介3 百景累が淵」 ―小学館eBooks （電子出版、2013年12月）
- 「つくもの厄介4 鈴ヶ森慕情」 ―小学館eBooks （電子出版、2013年12月）
- 「つくもの厄介5 目目の夢」 ―小学館eBooks （電子出版、2015年3月）
- 「つくもの厄介6 此岸無宿」 ―小学館eBooks （電子出版、2015年4月）
- 「つくもの厄介7 すぐはの鰯」 ―小学館eBooks （電子出版、2015年5月）
- 「つくもの厄介8　白粉婆」 ―小学館eBooks （電子出版、2015年10月）
- 「つくもの厄介9　走る唐櫃」 ―小学館eBooks （電子出版、2016年1月）
- 「つくもの厄介10　夜泣きの石」 ―小学館eBooks （電子出版、2016年3月）